# Plinthiet
Plinthiet (afgeleid van het Griekse πλιντος, steen) is een bodemkundige term voor een ijzerrijk, humusarm mengsel van klei, kwarts en andere materialen.
Het komt meestal voor als donkerrode vlekken in plaat-, polygone of netvormige structuren. Door herhaalde natte en droge omstandigheden, met name door blootstelling aan de warmte van de zon, verandert plinthiet onomkeerbaar in een harde laag ijzersteen of onregelmatig gevormde harde aggregraten. In vochtige toestand is plinthiet meestal vrij stevig, maar kan het met een spade nog doorgestoken worden.
Plinthiet is het resultaat van een vergaande segregratie van ijzer, vaak met extra verrijking van ijzer uit andere horizonten en/of hoger gelegen bodems. Het materiaal ontstaat onder tropische omstandigheden en is kenmerkend voor de vaak zeer dikke rode tropische bodems. 
Veel materialen die vroeger lateriet werden genoemd, vallen nu onder de omschrijving van plinthiet.